# Антуан Перрено де Гранвела
Антуан Перрено де Гранвела (ісп. Antonio de Granvela, фр. Antoine Perrenot de Granvelle; 20 серпня 1517, Безансон — 21 вересня 1586, Мадрид), відомий також як кардинал Гранвела — фламандський аристократ, кардинал, перший міністр і радник іспанського короля Філіпа II.

## Життєпис

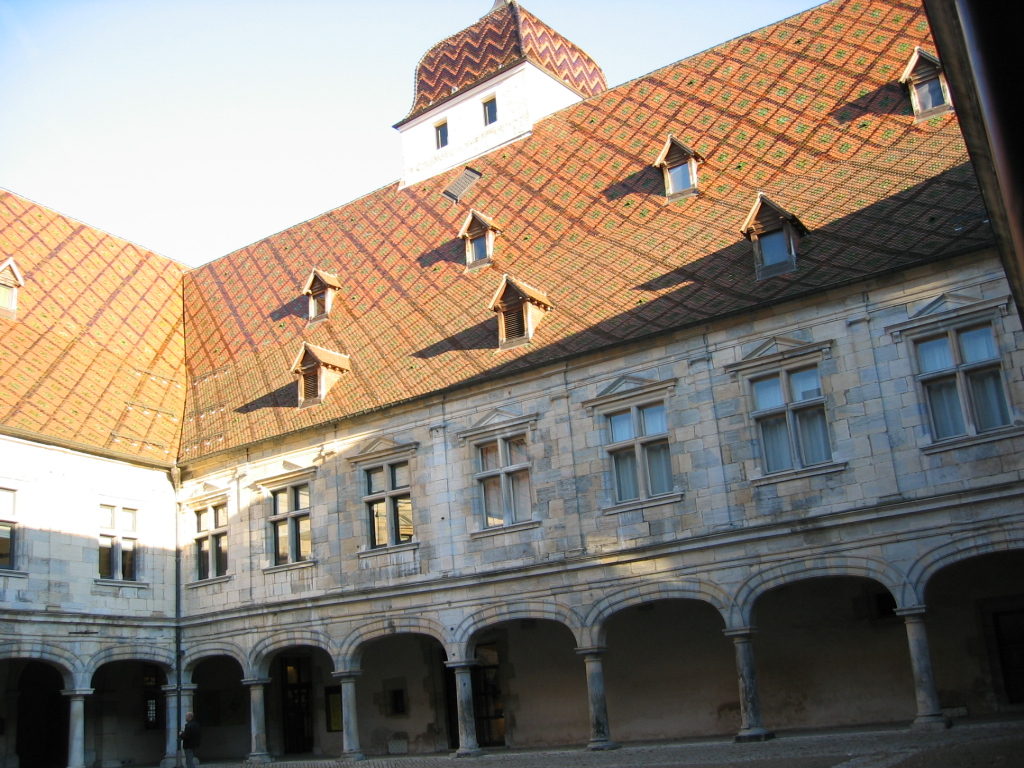
Палац родини Гранвела, Безансон. Внутрішній дворик.

Походив із заможних аристократів Бургундії. Був старшим сином у родині. Батько був відданим васалом іспанського короля і ревно служив імператору Карлу V. Мав розкішну резиденцію в місті Безансон, збережену донині, де тепер створено музей. Пізніше ці землі відвоювала і приєднала до власних володінь Франція.

## Освіта
Антуан де Гранвела отримав добру освіту. Навчався спочатку в Падуанському університеті, де вивчав юриспруденцію під керівництвом П'єтро Бембо, а потім в університеті Льовена у Фландрії, де опановував богословські науки.

## Адміністративна і церковна кар'єра
Обрав кар'єру священника. В двадцять три роки у 1540 році отримав посаду єпископа міста Аррас. 1560 року — отримав посаду єпископа Мехеленського і титул кардинала. Водночас опанував тогочасну політику, брав участь в імператорській нараді в місті Регенсбург (рейхстаг), у Тридентському соборі. Гранвела готував Пассауську та Като-Камбрезійську угоди, домовлявся про династичний шлюб короля Філіпа ІІ та англійської королеви Марії Тюдор.
Ревне служіння іспанській короні спонукало Філіпа ІІ відіслати Гранвелу в Південні Нідерланди першим радником намісниці короля — Маргарити Пармської, тітки короля. В підіспанських Нідерландах набирав міці рух протестантизму і кардинал Гранвела був на боці іспанської політики придушення єретиків. У країні розпочалися репресії і спалення людей. В державній раді проти антинаціональної політики Гранвели виступили графи ЛаморальЕгмонт і Горн, принц Вільгельм І Оранський. Невдоволеною була і Маргарита Пармська, що сприяла видаленню рішучого Гранвели з Фландрії у 1564 році. Іспанський король послухав Маргариту і відіслав Гранвелу в Італію, про що пізніше пожалкував. Протистояння іспанських католиків і протестантів Нідерландів переросло у військові дії і Вісімдесятирічну війну.

## В Італії

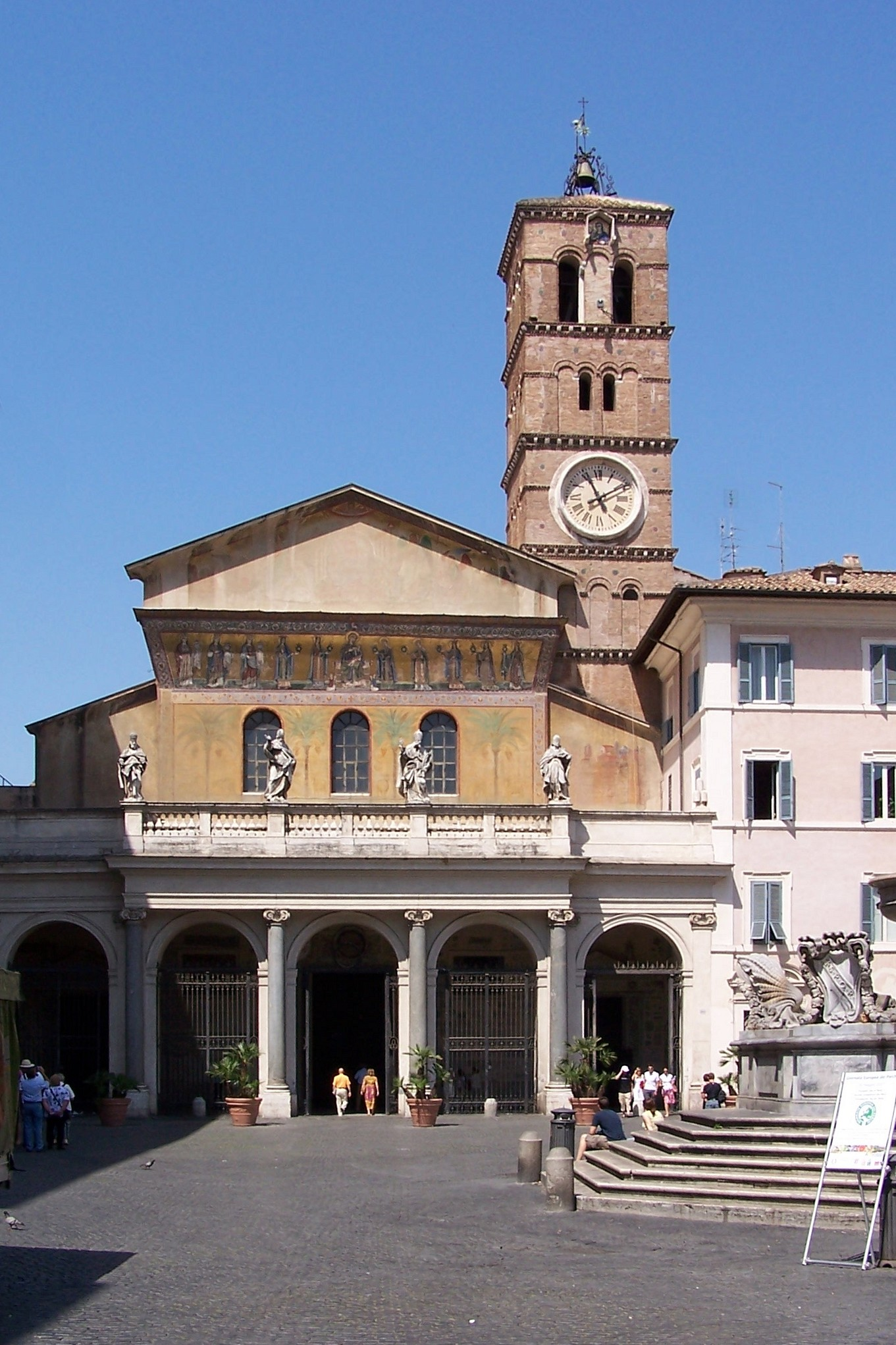
Титульна церква Санта Марія ін Трастевере

В Італії кардинал плідно займався перемовами щодо створення  Священної ліги проти турків-османів (пізніше це сприяло військовій перемозі над османами при Лепанто). В 1571—1575 роках кардинал отримав посаду іспанського віце-короля Неаполя. Іспанський король давав цю посаду лише довіреним особам, застережливо міняючи віце-королів, аби ті взагалі не посіли трон в далекому Неаполі і не сприяли відокремленню Неаполя від Іспанії.
У 1575—1579 роках кардинал Гранвела керував Італійською радою. У 1578 році він став кардиналом священником титульної церкви Санта Марія ін Трастевере. В Римі кардинал представляв інтереси іспанського короля при дворі папи римського, хоча перебував в Римі недовго.

## Меценат
Ще в часи перебування у Фландрії звернув увагу на місцевого художника Антоніса Мора (1517/1520 — 1577). Наблизив майстра до себе і той супроводжував вельможу, світського і церковного князя у його дипломатичних подорожах у Іспанію, Португалію, Британію.
Кардинал придбав і вивіз у Іспанію картини Пітера Брейгеля старшого, збагативши таким чином іспанські королівські збірки.
У часи перебування в Римі кардинал придбав декілька коштовних картин Тіціана й медальйонів роботи Леоне Леоні, був меценатом для скульптора Джованні да Болонья, дав посаду секретаря у власному палаці лояльному гуманісту Юсту Ліпсію.
Закінчив кар'єру державним секретарем в Іспанії. Помер у Мадриді в 1586 році. Тіло поховано в місті Безансон.

## Іконографія
Збереглося декілька портретів кардинала Гранвели, як олійними фарбами, так і в медальєрному мистецтві. Серед тих, хто портретував Гранвелу -
- Антоніс Мор
- Віллем Кей
- Тіціан
- Йоахим Дешлер, німецький медальєр.
- Жак Йонгелінк, медальєр

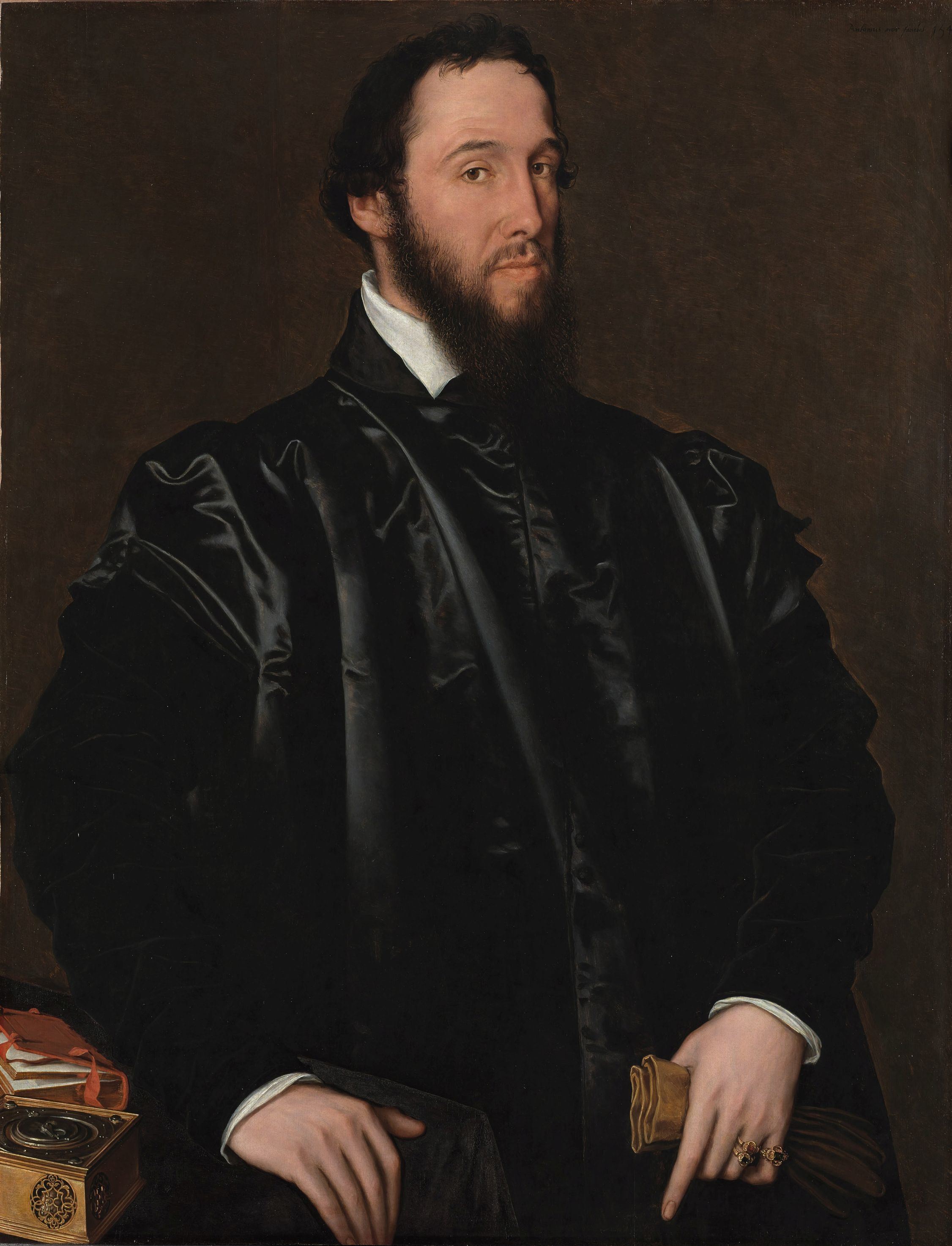
Гранвела пензля Антоніса Мора, Музей історії мистецтв, Відень
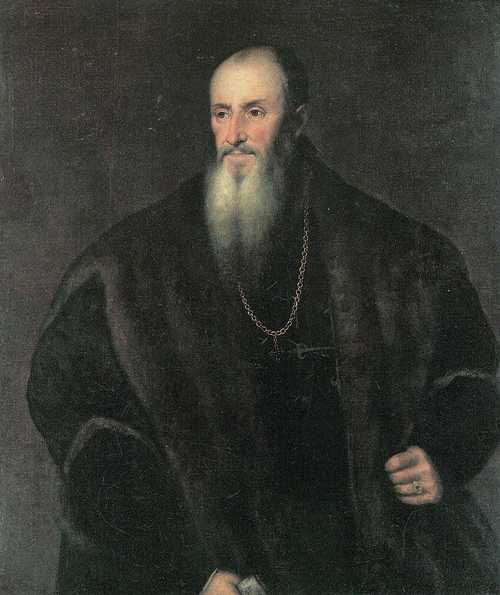
Гранвела пензля Тіціана. Музей, Безансон, Франція.
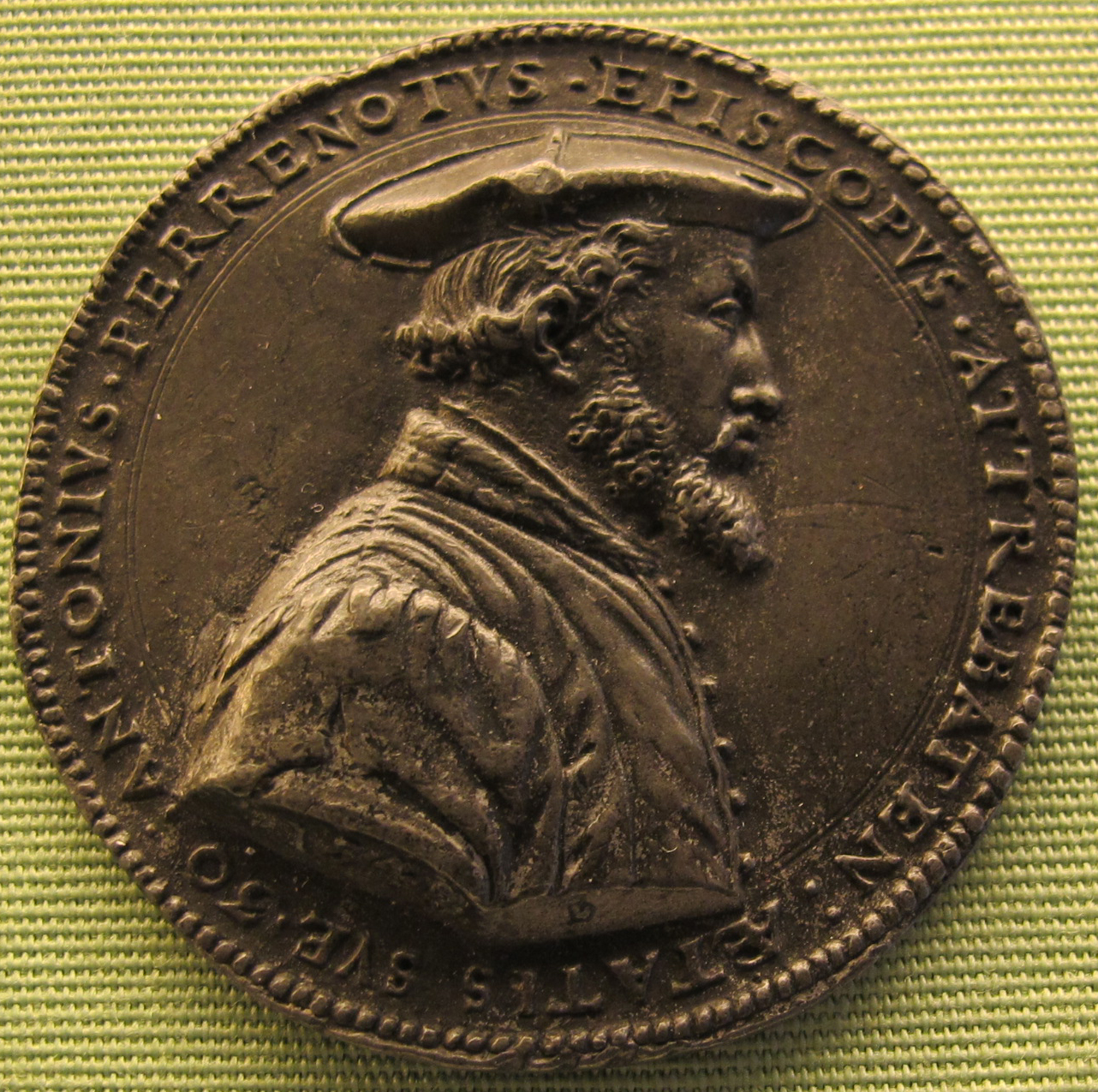
Медаль Йоахима Дешлера, 1548 р
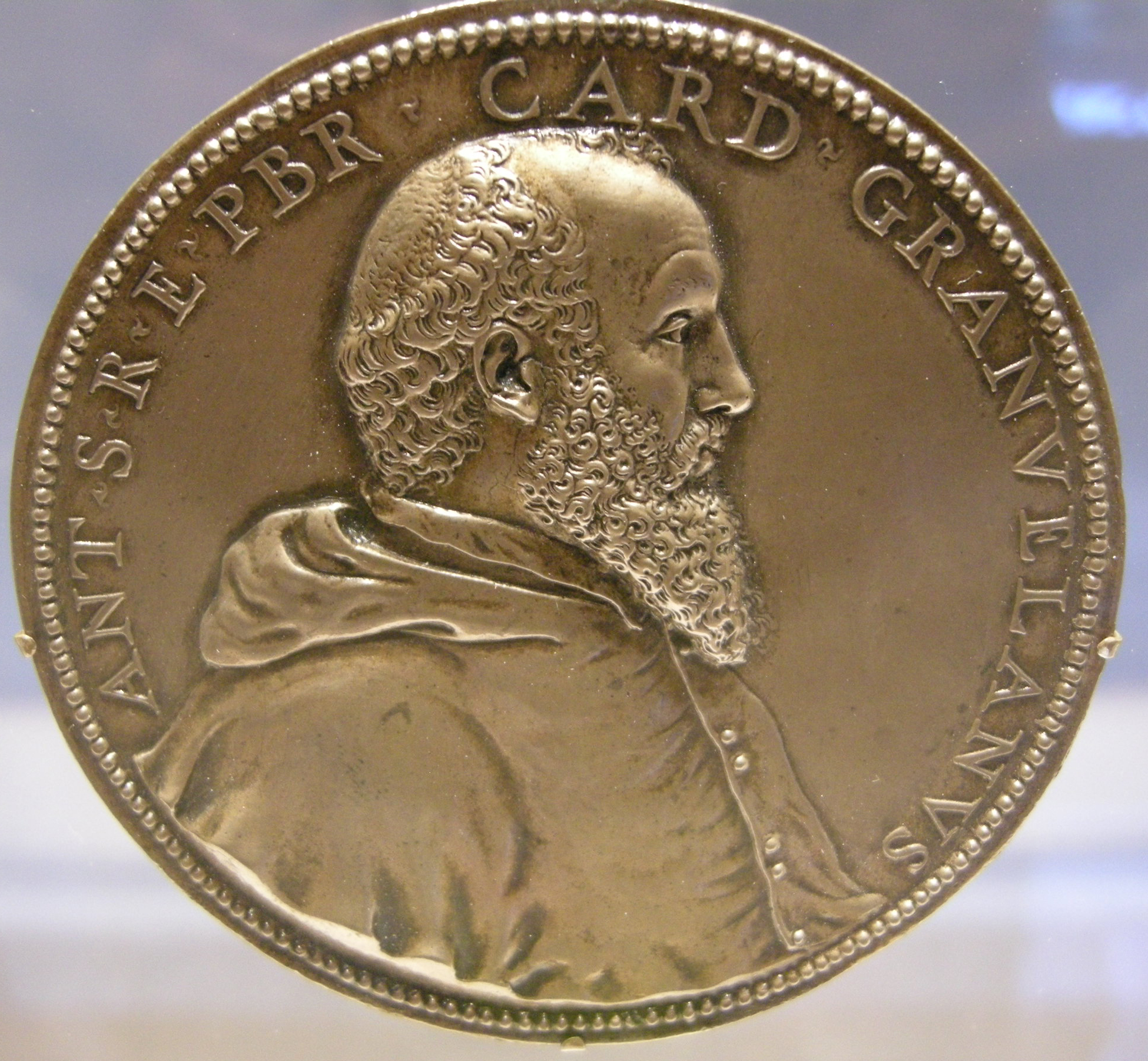
Медаль роботи Жака Йонгелінка, 1561 р.

## Оцінки діяльності
Ревне служіння іспанській короні особи фламандського походження виявляє у ньому відданого васала, позбавленого фламандського патріотизму. Гранвела однаково увійшов як у бельгійську, так і в іспанську політичну історію. Не розглядав кардинал і картини Пітера Брейгеля національним надбанням, а лише власним майном, гідним бути дарунком своєму іспанському сюзерену. Його «неіспанськість» добре відчувала Маргарита Пармська, що не довіряла кардиналу і сприяла видаленню останнього з Фландрії. Не став «своїм» кардинал і для національних державних діячів на кшталт графів Егмонда і Горна, принца Вільгельма І Оранського.
Вони опинились по різні боки тодішніх барикад і тодішніх ворогуючих таборів.